# 森·加拉維
森·加拉維（英語：Sam Gallaway，1992年3月16日—），是一名澳洲職業足球員，司職後衛，現效力澳職球會西悉尼流浪者。
2010年加入噴射機青年軍，效力至2015年但一直缺乏上陣機會，直至第7輪才獲安排正選上陣，2015年轉投西流。